# 순창군수
순창군수는 전북특별자치도 순창군의 군수이다.

## 같이 보기
- 순창군수 선거